# Tim Kopinski
Timothy „Tim“ Jan Kopinski (* 2. Juni 1993 in Chicago, Illinois) ist ein US-amerikanischer Tennisspieler.

## Karriere
Tim Kopinski spielt hauptsächlich auf der ATP Challenger Tour und der ITF Future Tour. Auf der Challenger Tour gewann er bis dato das Doppelturnier in Champaign im Jahr 2014.

## Erfolge
| Legende (Anzahl der Siege)  |
| Grand Slam                  |
| ATP World Tour Finals       |
| ATP World Tour Masters 1000 |
| ATP World Tour 500          |
| ATP World Tour 250          |
| ATP Challenger Tour (1)     |

### Doppel

#### Turniersiege
| Nr. | Datum             | Turnier   | Belag         | Partner              | Finalgegner                   | Ergebnis  |
| --- | ----------------- | --------- | ------------- | -------------------- | ----------------------------- | --------- |
| 1.  | 15. November 2014 | Champaign | Hartplatz (i) | Ross William Guignon | Frank Dancevic Adil Shamasdin | 7:62, 6:2 |